# 廖磊公馆
24°18′55″N 109°24′36″E / 24.31528°N 109.41000°E
廖磊公馆位于中国广西壮族自治区柳州市中山东路36号，1996年公布为柳州市文物保护单位，2009年被列为第六批广西壮族自治区文物保护单位。
廖磊公馆建于民国二十一年（1932年），是原国军第七军军长、安徽省主席廖磊为其夫人所建的居所，由主楼和大门、围墙、前院、后花园组成，现为柳州市委统战部的办公楼。1938年10月大韩民国临时政府来到柳州，逗留并活动了七个月，期间相关人员的住所位于廖磊公馆。